# Salto con gli sci al XII Festival olimpico invernale della gioventù europea
Le gare di salto con gli sci al XII Festival olimpico invernale della gioventù europea si sono svolte dal 27 al 30 gennaio 2015 sul trampolino di Tschagguns in Austria. In programma quattro gare.

## Podi

### Ragazzi
| Evento                       | Oro                                                                   | Punteggio | Argento                                                                | Punteggio | Bronzo                                                                             | Punteggio |
| HS108 individuale (dettagli) | Niko Kytösaho                                                         | 271,3     | Domen Prevc                                                            | 244,3     | Dawid Jarząbek                                                                     | 242,9     |
| HS108 a squadre (dettagli)   | Slovenia Tine Bogataj Bor Pavlovčič Urban Rogelj Domen Prevc          | 1.030,4   | Finlandia Andreas Alamommo Niko Löytäinen Joni Markkanen Niko Kytösaho | 1.000,7   | Austria Julian Wienerroither Michael Falkensteiner Max Schmalnauer Clemens Leitner | 953,8     |
| HS66 a squadre (dettagli)    | Germania Agnes Reisch Jonathan Siegel Henriette Kraus Axel Maylaender | 880,6     | Russia Marija Jakovleva Maksim Sergeev Sof'ja Tichonova Kirill Kotik   | 870,6     | Rep. Ceca Jana Mrákotová Robert Szymeczek Zdena Pešatová František Holík           | 843,2     |

### Ragazze
| Evento                      | Oro              | Punteggio | Argento         | Punteggio | Bronzo       | Punteggio |
| HS66 individuale (dettagli) | Sof'ja Tichonova | 227,1     | Henriette Kraus | 221,4     | Agnes Reisch | 219,6     |

#### Medagliere
| Pos.   | Paese     | Oro | Argento | Bronzo | Totale |
| ------ | --------- | --- | ------- | ------ | ------ |
| 1      | Germania  | 1   | 1       | 1      | 3      |
| 2      | Finlandia | 1   | 1       | 0      | 2      |
| 2      | Russia    | 1   | 1       | 0      | 2      |
| 2      | Slovenia  | 1   | 1       | 0      | 2      |
| 5      | Austria   | 0   | 0       | 1      | 1      |
| 5      | Polonia   | 0   | 0       | 1      | 1      |
| 5      | Rep. Ceca | 0   | 0       | 1      | 1      |
| Totale | Totale    | 4   | 4       | 4      | 12     |